# Jakob Davies
Jakob Davies est un acteur canadien né le 29 janvier 2003 à White Rock en Colombie-Britannique.

## Filmographie

### Cinéma
- 2010 : The Tortured : un garçon
- 2010 : La Mission de Chien Noël
- 2011 : Journal d'un dégonflé : Rodrick fait sa loi : Scotty
- 2012 : Target : le garçon aux lunettes
- 2012 : The Secret : David
- 2013 : L'Extravagant Voyage du jeune et prodigieux T. S. Spivet : Layton
- 2014 : Hector et la Recherche du bonheur : Hector jeune
- 2014 : Si je reste : Teddy
- 2015 : The Birdwatcher : Jonah
- 2017 : The Adventure Club : Bill
- 2017 : The Humanity Bureau : Lucas Weller
- 2017 : Woody Woodpecker : Lyle

### Télévision
- 2010 : Smallville : Alexander (2 épisodes)
- 2010 : Ma vie est un enfer : Harper
- 2010 : True Blue, téléfilm de Joseph S. Cardone : Willie Conlin
- 2011 : R.L. Stine's The Haunting Hour : Pat (1 épisode)
- 2011 : Maman par intérim : Miles Norton
- 2011-2017 : Once Upon a Time : Pinocchio (6 épisodes)
- 2012 : Fringe : le jeune garçon (1 épisode)
- 2012 : Duke : Troy
- 2012-2014 : Supernatural : le fils de Cole et Tyler (2 épisodes)
- 2013 : Mr. Young : Derby jeune
- 2013 : King & Maxwell : Josh Allen (1 épisode)
- 2013-2014 : Spooksville : Neil (2 épisodes)